# Стефанит и Ихнилат
«Стефанит и Ихнилат» — византийская повесть, созданная в XI веке Симеоном Сифом. Перевод на греческий язык арабского сборника басен «Калила ва Димна», который, в свою очередь, восходит к «Панчатантре».
«Стефанит и Ихнилат» представляют собой обрамлённое повествование: диалог царя с философом оказывается только поводом, чтобы рассказать множество назидательных басен. В повествовании много сентенций, сравнений и эпитетов. Название означает «Увенчанный и Следопыт»; это ошибочный перевод с арабского имён Калила и Димна. Примерно в XIII или XIV веке был создан славянский перевод книги.